# 681-й стрелковый полк
681-й стрелковый полк — воинская часть Красной армии, сформированное на территории СибВО в 1939 году в составе 133-й стрелковой дивизии.

## История формирования полка
3 июля 1940 года майор Иван Иванович Оборин был назначен командиром 76-го запасного стрелкового полка 23-й запасной стрелковой бригады СибВО в городе Кемерово. В последующем 76-й запасной стрелковый полк был переформирован сначала в 606-й резервный, а в апреле 1941 года — в 681-й стрелковый со включением в состав 133-й стрелковой дивизии в город Бийск).
Первоначально 133-я стрелковая дивизия состояла из двух (418-го, 521-го) стрелковых полков.
В марте 1941 года в состав 133-й стрелковой дивизии был включён 681-й стрелковый полк.
На второй день с начала Великой Отечественной войны 681-й полк был доведён до штата военного времени. 681-й стрелковый полк под командованием подполковника Оборина в составе дивизии убыл на фронт с железной станции города Новосибирск.

## В Действующей армии
В начале войны в июле 1941 года 681-й стрелковый полк под командованием подполковника Оборина убыл с дивизией на фронт.
Прибыв к 7 июля в район Вязьмы, полк в составе дивизии вошёл в состав 24-й армии и занял оборону по восточному берегу реки Днепр, где находилась до 1 сентября 1941 года (совершенствовал оборонительные рубежи, занимался боевой подготовкой).
В начале сентября полк в составе дивизии был переброшен на великолукское направление в район города Андреаполь и в составе 22-й армии Западного фронта вёл тяжёлые оборонительные бои.
В начале октября участвовала в Вяземской оборонительной операции. С 12 октября 1941 года дивизия была передислоцирована в район город Калинин и в составе 31-й армии вела оборонительные бои северо-восточнее города. В ходе их Оборин был ранен, но остался в строю. С 23 ноября 1941 года по приказу наркома обороны дивизия вошла в подчинение 16-й армии Западного фронта и вела бои против мотомехчастей противника, прорвавшихся по Рогачёвскому шоссе из города Клин. 30 ноября 1941 года она была окружена на Рогачёвском шоссе, однако уже через двое суток в полном составе сумела выйти к своим войскам. В дальнейшем её части вели боевые действия в составе 1-й ударной армии, участвуя в Клинско-Солнечногорской наступательной операции. В середине декабря дивизия по ж. д. была переброшена в район станций Тарусская (Заокский район, Тульская область) и, войдя в состав 49-й армии, вела наступление на детченском направлении. 7 января 1942 года подполковник Оборин был контужен (под ст. Угрюмово), но остался в строю. В январе — феврале 1942 года 681-й стрелковый полк под его командованием находился в резерве 49-й армии.

## Командный состав

### Командир полка
- майор, подполковник И. И. Оборин